# سكوت شيرر
سكوت شيرر (بالإنجليزية: Scott Shearer)‏ (15 فبراير 1981 بغلاسكو في المملكة المتحدة - ) هو لاعب كرة قدم بريطاني في مركز حراسة المرمى. شارك مع منتخب اسكتلندا الثانوي لكرة القدم ‏. أما مع النوادي، فقد لعب مع روشدين ودايموندز وشروزبري تاون وكوفنتري سيتي ونادي بريستول روفيرز ونادي بيرتن ألبيون ونادي روذرهام يونايتد ونادي ريكسهام ونادي كرو ألكساندرا ونادي كرولي تاون وويكمب وندررز ونادي مانسفيلد تاون ونادي ألبيون روفرز.

## وصلات خارجية
- سكوت شيرر على موقع قاعدة بيانات كرة القدم.إي يو (الإنجليزية)
- سكوت شيرر على موقع Soccerbase.com (لاعب) (الإنجليزية)